# 超級為什麼
《超級為什麼》（英語：Super Why!）是一部由Angela C. Santomero創作的動畫超級英雄學前教育電視劇。該劇由Santomero和Samantha Freeman Alpert為PBS Kids開發。Santomero和Alpert擔任執行製作人，與Steven DeNure和Anne Loi共同負責。該系列由Santomero和Alpert所創辦的位於紐約市的製作公司Out of the Blue Enterprises製作，並與Decode Entertainment（第1季）以及DHX Studios Halifax（第2季和第3季）合作。動畫由位於多倫多的C.O.R.E. Toons（第1季）、Gallus Entertainment（第2季）和DHX Media（最初透過其Decode Entertainment部門）負責。開場和結尾的主題曲由作曲家和填詞人Steve D'Angelo和Terry Tompkins創作，D'Angelo也為這兩首歌曲提供主唱。第2季和第3季的背景音樂由Lorenzo Castelli和Jeff Morrow創作。
該節目最初由Cuppa Coffee Animation於1999年創作為一集停格動畫試播集，並向Nickelodeon/Nick Jr.提出了提案。該試播集後來在2000年安納西電影節上展示。最終，Nickelodeon決定不採用該節目。隨後，Curious Pictures於2006年左右向PBS Kids提出了另一個試播集提案，並在美國教育部的Ready-to-Learn資助下進一步開發了該系列。該系列於2007年9月3日首播。該節目於2016年5月12日結束，共播出了三季，總集數為103集。

## 劇情
《超級為什麼》的故事設定在名為「故事村」（Storybrook Village）的地方，這個村莊位於兒童圖書館書架後面。在故事村中，主要角色懷亞特·比恩斯托克（Whyatt Beanstalk）與他的朋友——吠吠（Woofster）、小豬（Littlest Pig）、小紅帽（Red Riding Hood）和豌豆公主演（Princess Pea）一同生活。在每集節目中，主要角色之一（有時是兩位，甚至是所有五位角色）會面臨一個「超級大問題」、「超級大問題」或「超級大謎團」。他們會在書俱樂部（Book Club）討論情況，並決定查閱一本著名故事的書籍來尋找解決方案。
超級讀者的目標是跟隨書中的情節發展。隨著故事的進行，他們會遇到各種障礙，這些障礙可以通過運用識字技能來解決，以改變故事。每當他們克服一個障礙時，就會獲得紅色閃亮的「超級字母」（Super Letters），這些字母組成了解決問題的答案。
冒險結束時，超級讀者會飛回書俱樂部。超級字母會顯示在巨大的電腦螢幕上，並拼寫出「超級故事答案」。然後，超級讀者中的一位會解釋為什麼該特定的單詞或短語能夠解決他們的問題或謎團。

## 角色
- 懷亞特·比恩斯托克（Whyatt Beanstalk）/超級為什麼（Super Why）（由Nicholas Castel Vanderburgh在第1季2季, 以及Johnny Orlando在第3季配音）是該節目的主持人和超級讀者的領導者。他是童話《傑克與豆莖》（Jack and the Beanstalk）中的主角傑克（Jack）的弟弟，與父母Mrs. Beanstalk和Mr. Beanstalk及妹妹Joy一起生活。傑克通常在上學，並會出現在某些集數中。他的象徵是一本藍色的書和一個問號，他的標誌色彩是綠色和藍色。他擁有「閱讀的力量」，專注於詞彙。

- 小豬（Littlest Pig）/阿爾法豬（Alpha Pig）（由Zachary Bloch在第1季和第2季、Samuel Faraci在第3季配音）在片尾字幕中被稱為「The Littlest Pig」，在書俱樂部中他自稱為「P is for Pig!」，但在整個節目中，簡稱為「Pig」。他喜歡模仿和打扮成他的父親，一位建築工人。他的象徵是三角形，標誌色彩是藍紫色和橙色。他擁有「字母力量」，專注於字母表，以及一個包含各種工具的工具箱。

- 小紅帽（Little Red Riding Hood）/奇妙紅（Wonder Red）（由Siera Florindo在第1季和第2季、T.J. McGibbon在第3季配音）在電視系列中被稱為「Red」。她是童話故事中的主角，只稱自己為「小紅帽」。她的象徵是螺旋，標誌色彩是紅色和紫色。她擁有「詞語力量」，專注於押韻和像「OP」、「AT」、「UN」、「UMP」、「OG」等詞語家族。在集數「Judith's Happy Chanukah」中，揭示了紅的猶太身份，因為她邀請懷亞特去她奶奶家慶祝光明節。

- 豌豆公主演（Princess Pea）/魔法公主演（Princess Presto）（由Tajja Isen配音）取名自童話《豌豆公主演》（The Princess and the Pea），她的父母是故事中的王子和公主演。她的象徵是星星，與她的魔法拼字棒相匹配，標誌色彩是粉紅色和綠色。她擁有「拼字力量」，專注於拼寫。

- 吠吠（Puppy）/吠吠（Woofster）（由Jo Vannicola配音）是懷亞特及其家人擁有的一隻棕色狗。牠的象徵是狗骨頭，標誌色彩是藍色和紅色。牠擁有「字典力量」，能夠查找任何單詞的意思。

## 反響
《超級為什麼》在Common Sense Media上獲得了正面的評價。評論者Emily Ashby對該節目的「正面訊息」、「正面榜樣」和「教育價值」三個類別給予4/5的評分。Ashby指出，儘管節目中存在極輕微的懸疑和危險情節，且曾與Post Consumer Brands合作推出品牌穀物，節目中的暴力、恐怖元素及消費主義內容非常有限，且不包含性內容、粗俗語言或飲酒、毒品和吸煙的描寫。Ashby讚揚節目利用經典兒童童話故事及其角色，特別是三隻小豬，來增強其教育價值。
《紐約時報》的評論者Susan Stewart對該節目將經典童話故事（如《三隻小豬》和《糖果屋》）中的傳統黑暗教訓轉化為禮儀教育內容表示批評。Stewart亦對節目中互動問題的設置及其長度提出批評，例如「字母E之後是什麼？」這類問題。儘管指出了這些缺點，Stewart仍認為該節目在教育價值方面表現出色。

## 宣傳活動與其他媒體

### 現場表演
2012年，《超級為什麼現場：你擁有力量》（Super Why Live: You've Got the Power）於美國展開巡演。該表演由S2BN Entertainment製作，Glenn Orsher擔任導演，劇本由Orsher、Angela C. Santomero、Samantha Freeman Alpert和Becky Friedman共同編寫。節目宣傳以其空中特技和「尖端技術」為賣點，並因其高度的觀眾互動而被Santomero戲稱為「學前班的《洛基恐怖秀》」。演出中包括超級為什麼、阿爾法豬、奇妙紅、公主演和吠吠，於2012年7月18日在路易斯安那州門羅市首演，並巡演至2013年春季，巡演於紐約州奧爾巴尼於5月10日結束。 演出中使用了Melissa Hutchison的預錄音效作為超級為什麼和吠吠，Charlie Ibsen的音效作為阿爾法豬，Lisa Marie Woods的音效作為奇妙紅，以及Christina Ulloa Purrelli的音效作為公主演。
現場表演的原聲帶由音樂家Jack Antonoff編寫和製作，並借鑒了Santomero、Alpert、作曲家Steve D'Angelo和Terry Tompkins以及詞曲作家Alex Breen為該系列創作的歌曲元素。Antonoff表示，雖然他在獨立搖滾領域有豐富經驗，但為節目創作音樂的過程並不算陌生，只是需要使歌詞更加直接易懂，以適合年幼觀眾的需求。

### 衍生系列
一部名為《超級為什麼的漫畫冒險》（Super Why's Comic Book Adventures）的短篇2D衍生系列於2023年10月18日在PBS Kids首播，共有20集，每集長度為三分鐘。該系列的預覽版於2023年9月20日發布。新系列引入了名為Power Paige的新超級讀者角色。 

## 外部連結
- Official website （页面存档备份，存于）
- 互联网电影数据库（IMDb）上《超級為什麼》的资料（英文）